# Eric Carlberg
Gustaf Eric Carlberg, conegut com a Eric Carlberg   (Karlskrona, 5 d'abril de 1880 - Estocolm, 14 d'agost de 1963), fou un tirador olímpic, tirador d'esgrima i pentatleta suec, guanyador de cinc medalles olímpiques.

## Biografia
Va néixer el 5 d'abril de 1880 a la ciutat de Karlskrona, població situada al Comtat de Blekinge. Fou germà bessó del també tirador olímpic i medallista Vilhelm Carlberg.
Va morir el 14 d'agost de 1963 a la seva residència d'Estocolm, capital de Suècia.

## Carrera esportiva
Va participar, als 26 anys, en els Jocs Olímpics d'Estiu de 1906 realitzats a Atenes (Grècia), els anomenats Jocs Intercalats i que avui dia no són reconeguts com a oficials pel Comitè Olímpic Internacional (COI), on participà en vuit proves, destacant el novè lloc en la prova de pistola ràpida (25 metres).
En els Jocs Olímpics d'Estiu de 1908 celebrats a Londres (Regne Unit) va aconseguir guanyar la medalla de plata en la prova de carabina (50 m. per equips) al costat del seu germà i Johan Hübner von Holst. També va participar en les proves de pistola ràpida (25 m.
per equips), on fou cinquè, i de carabina (50 m. blanc cec), on fou novè, entre d'altres; i així com en la prova d'esgrima d'espasa per equips, on fou cinquè.
En els Jocs Olímpics d'Estiu de 1912 realitzats a Estocolm (Suècia) aconseguí guanyar la medalla d'or en les proves de pistola militar (30 m. per equips) i carabina (25 m. per equips) i la medalla de plata en les de pistola militar (50 m. per equips) i carabina (50 m. per equips), a més de finalitzar sisè en la prova pistola ràpida (25 m.) com a resultat més destacat. Tornà a participar en la prova d'espasa per equips en la competició d'esgrima, finalitzant en aquesta ocasió en quarta posició, així com en la prova de Pentatló Modern, si bé es retirà després de la competició de tir olímpic en finalitzar vuitè.
Als 44 anys participà en els Jocs Olímpics d'Estiu de 1924 realitzats a París (França), on únicament participà en la prova de pistola ràpida (25 metres), on fou quinzè.